# Heterolaophonte tenuispina
Heterolaophonte tenuispina är en kräftdjursart som först beskrevs av Lang 1935.  Heterolaophonte tenuispina ingår i släktet Heterolaophonte och familjen Laophontidae. Inga underarter finns listade i Catalogue of Life.